# Karsten Stahl
Karsten Stahl (* 11. März 1969 in München) ist ein deutscher Maschinenbauingenieur und Hochschullehrer. Er ist Professor im Fachbereich Maschinenbau an der Technischen Universität München (TUM) und gilt als Spezialist für Maschinenelemente, Getriebe und Antriebstechnik.

## Werdegang
Von 1989 bis 1994 studierte Karsten Stahl Maschinenbau mit der Fachrichtung Konstruktion und Entwicklung an der Technischen Universität München. 2001 promovierte er an der Forschungsstelle für Zahnräder und Getriebesysteme (FZG), dem Lehrstuhl für Maschinenelemente der TUM. Der Titel seiner Dissertation lautete: Grübchentragfähigkeit einsatzgehärteter Gerad- und Schrägverzahnungen.
Zwischen 2001 und 2010 war er in verschiedenen Positionen für die BMW Group tätig: 2001 begann er zunächst als Verzahnungsentwickler, später als Leiter der Verzahnungsentwicklung in Dingolfing. 2006 wechselte er nach Oxford, wo er zunächst als Qualitätsleiter Getriebe, später als Qualitätsleiter Antrieb und Fahrwerk im Mini-Werk tätig war. 2009 übernahm er bei BMW in München die Verantwortung für die Vorentwicklung und das Innovationsmanagement für Antriebs- und Fahrdynamiksysteme.
Seit 2011 ist er Ordinarius des Lehrstuhls für Maschinenelemente und Leiter der Forschungsstelle für Zahnräder und Getriebesysteme an der Technischen Universität München. Zu seinen Forschungsschwerpunkten zählen Maschinenelemente und Antriebskomponenten wie Zahnräder, Synchronisierungen, Lamellenkupplungen, Wälzlager sowie elektromechanische Antriebssysteme.
Seit 2024 ist er Head des Departments Mechanical Engineering an der TUM School of Engineering and Design.

## Mitgliedschaften und Funktionen
| Zeitraum  | Organisation                                                 | Funktion                                |
| --------- | ------------------------------------------------------------ | --------------------------------------- |
| Seit 2024 | DFG: Review Board 4.12                                       | Mitglied und Sprecher                   |
| Seit 2022 | DFG: SPP 2305                                                | Sprecher                                |
| Seit 2022 | MDPI, Lubricants                                             | Mitglied Editorial Board                |
| Seit 2022 | The Vibration Association: TVS                               | Mitglied des wissenschaftlichen Beirats |
| Seit 2022 | VDI: Ehrungsausschuss                                        | Mitglied                                |
| Seit 2021 | TUM Global Postdoc Fellowship                                | Mitglied des wissenschaftlichen Beirats |
| Seit 2021 | DGMK: Bezirksgruppe Bayern                                   | Vorsitzender                            |
| Seit 2020 | ASME PTG                                                     | Mitglied des wissenschaftlichen Beirats |
| Seit 2019 | Munich Institute for Robotics and Machine Intelligence       | Mitglied                                |
| Seit 2018 | VDI: Fachkonferenz Hochleistungs-Kunststoffzahnräder         | Präsident                               |
| Seit 2017 | BAPT                                                         | Mitglied wissenschaftlicher Ausschuss   |
| Seit 2016 | ISO: TC 60 / SC 2 / WG 6                                     | Convenor                                |
| Seit 2016 | VDI: International Conference on Gears                       | Präsident                               |
| Seit 2016 | DIN NA 060-34-15 AA: Zahnrad-Tragfähigkeitsberechnung        | Vorsitzender                            |
| Seit 2016 | VDI-GPP FB8: Fachbeirat Getriebe und Maschinenelemente       | Mitglied                                |
| Seit 2016 | LAMCoS / INSA Lyon                                           | Mitglied International Advisory Board   |
| Seit 2015 | VDI: International Conference High Performance Plastic Gears | Präsident                               |
| Seit 2015 | VDI: International Conference Gears Production               | Präsident                               |
| Seit 2015 | RWTH: Center for Mobile Propulsion (CMP)                     | Mitglied internationaler Beirat         |
| Seit 2015 | JSME: Int. Conference on Motion and Power Transmissions      | Beirat                                  |
| Seit 2014 | IFToMM                                                       | Mitglied TC Gearing and Transmissions   |
| Seit 2014 | INSA International Gear Conference                           | Mitglied wissenschaftlicher Ausschuss   |
| Seit 2012 | VDI: Schwingungen in Antrieben                               | Mitglied Programmausschuss              |
| Seit 2012 | VDI: Kupplungen                                              | Mitglied Programmausschuss              |
| Seit 2011 | bayern innovativ: Conference on Future Automotive Technology | Programmausschuss                       |
| Seit 2011 | VDI: Dritev / Getriebe in Fahrzeugen                         | Mitglied Programmausschuss              |

## Auszeichnungen
- 2021: Ehrenurkunde der TUM für herausragende Leistungen in der Lehre[2]
- 2015–2025: 9× Goldene Lehre[3] (Beste Vorlesung): B.Sc. Maschinenwesen (TUM)
- 2020–2021: 2× Goldene Lehre[3]: M.Sc. Maschinenwesen (TUM)
- 2019: VDMA-Hochschulpreis „Bestes Maschinenhaus“ für interdisziplinäres Lehrkonzept an der TUM[4]
- 2005: Ehrenring des Vereins Deutscher Ingenieure (VDI)[5]
- 1999: Auszeichnung der Forschungsvereinigung Antriebstechnik e.V.
- 1992: FAG Kugelfischer Preis

## Schriften & Veröffentlichungen (Auszug)
- Karsten Stahl in Orcid
- Karsten Stahl in mediaTUM
- Karsten Stahl in Scopus
- Karsten Stahl in Google Scholar